# Jean Sardier
Jean Marie Luc Gilbert Sardier (5. května 1897, Riom – 7. října 1976) byl 20. nejúspěšnějším francouzským stíhacím pilotem první světové války s celkem 15 uznanými sestřely.
Sloužil u escadrille N.77, později přejmenované na SPA.77. Od července 1918 pak velel SPA.48.
Z jeho 15 sestřelů bylo 5 balónů.
Během války získal mimo jiné tato vyznamenání: Médaille militaire, Légion d'honneur, Croix de Guerre, americký Distinguished Service Cross a britský Military Medal.
Za druhé světové války kolaboroval s nacisty.[zdroj?]